# يا راحلة (ألبوم)
ألبوم "يا راحلة" ألبوم يتحوي على 6 أغاني طُرح عام 2016م للفنان محمد عبده من إنتاج شركة روتانا، جميع كلمات أغاني الألبوم من كلمات الشاعر "ساري"، وفيه أغنتيتان من ألحان الملحن "ناصر الصالح" وأغنيتان من ألحان الملحن "أحمد الهرمي" وأغنية من ألحان "محمد بودلة" وأغنية من ألحان الفنان "ماجد المهندس".

## أغاني الألبوم
| أسم الأغنية | الفنان    | الشاعر      | الملحن       |
| ----------- | --------- | ----------- | ------------ |
| يا راحلة    | محمد عبده | ســـــــاري | ناصر الصالح  |
| إبعد        | محمد عبده | ســـــــاري | ناصر الصالح  |
| وضوح        | محمد عبده | ســـــــاري | أحمد الهرمي  |
| راعني       | محمد عبده | ســـــــاري | محمد بودلة   |
| كلي وله     | محمد عبده | ســـــــاري | أحمد الهرمي  |
| سلّم         | محمد عبده | ســـــــاري | ماجد المهندس |